# Корейская армия освобождения
Коре́йская а́рмия освобожде́ния — вооружённые силы Временного правительства Республики Корея.

## В годы войны
Сформирована 17 сентября 1941 года путём объединения многих партизанских формирований, сражавшихся против Японии с 1920-х годов на территории северной Кореи, Маньчжурии и собственно Китая.
В 1941—1944 годах подчинялась националистическому правительству Китая и фактически являлась частью Национально-революционной армии. Это условие было отменено после того, как Временное правительство смогло улучшить материальное положение.
В составе британских войск армия приняла участие в боевых действиях на территориях Бирмы и Индии. Её численность постоянно росла за счёт корейцев, спасавшихся от японской оккупации.
Перед окончанием Второй мировой войны Армия Освобождения готовилась к борьбе против японцев в Корее в союзе с американскими войсками, однако планы не были воплощены ввиду принятия Японией Потсдамской декларации 15 августа 1945 года.

## Воинские звания (и их англоязычные аналоги)
- Генерал (정장)
- Генерал-лейтенант (부장)
- Генерал-майор (참장)
- Полковник (정령)
- Подполковник (중령)
- Майор (참령)
- Капитан (정위)
- 1-й лейтенант (부위)
- 2-й лейтенант (부사)
- Уорент-офицер (준위)
- Старший командор-сержант (특무상사)
- Мастер-сержант (상사)
- Сержант 1-го класса (중사)
- Штаб-сержант (하사)
- Капрал (상등병)
- Рядовой 1-го класса (일등병)
- Рядовой (이등병)